# Ganigarahalli, Bangalore North
Ganigarahalli là một làng thuộc tehsil Bangalore North, huyện Bangalore Urban, bang Karnataka, Ấn Độ.